# Jaguar Cars
Jaguar Cars es una marca de la industria automotriz inglesa, que desde 2008 es propiedad del consorcio indio Tata Motors, el cual a su vez lo hace formar parte como subsidiaria del grupo Jaguar Land Rover. Sus cuarteles generales se encuentran en la histórica ciudad industrial de Whitley, Coventry, West Midlands, Inglaterra. 
Inicialmente de producción independiente, llegó a integrar el conglomerado British Leyland, hasta su venta a principios de la década de 1990, al gigante estadounidense Ford Motor Company, que a su vez la integró a su unidad interna Premier Automotive Group. Desde marzo de 2008, pertenece al grupo  Tata Motors.
Fundada en 1922 como «Swallow Sidecar Company» por William Lyons, fue renombrada Jaguar Cars después de la Segunda Guerra Mundial por las connotaciones desafortunadas de las iniciales SS, coincidentes con el nombre de la compañía hasta antes de la Segunda Guerra Mundial, SS Cars.
Jaguar es conocida por sus automóviles deportivos y de lujo, segmentos del mercado en los que ha estado desde los años 1930.
La compañía estaba originalmente localizada en Blackpool pero fue trasladada a Coventry para estar en el corazón de la industria automotriz británica. Hoy en día las fábricas están en Browns Lane en Coventry, Castle Bromwich en Birmingham y Halewood en Liverpool. La planta de Browns Lane fue cerrada en 2005, dejando la producción de vehículos de aluminio en Castle Bromwich y de acero en Halewood.
Jaguar era dueña de Daimler Motor Company (no confundir con Daimler-Benz), que compró en 1960. Daimler quedó reducida a poco más que un nombre de marca para los turismos más lujosos de Jaguar.[cita requerida]

## Historia

### Fundación

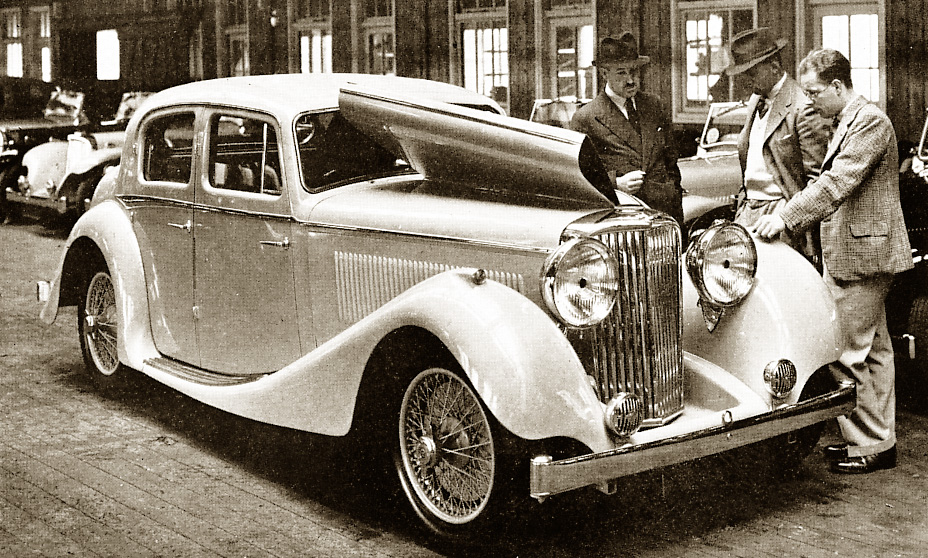
SS Jaguar 2½-litros.

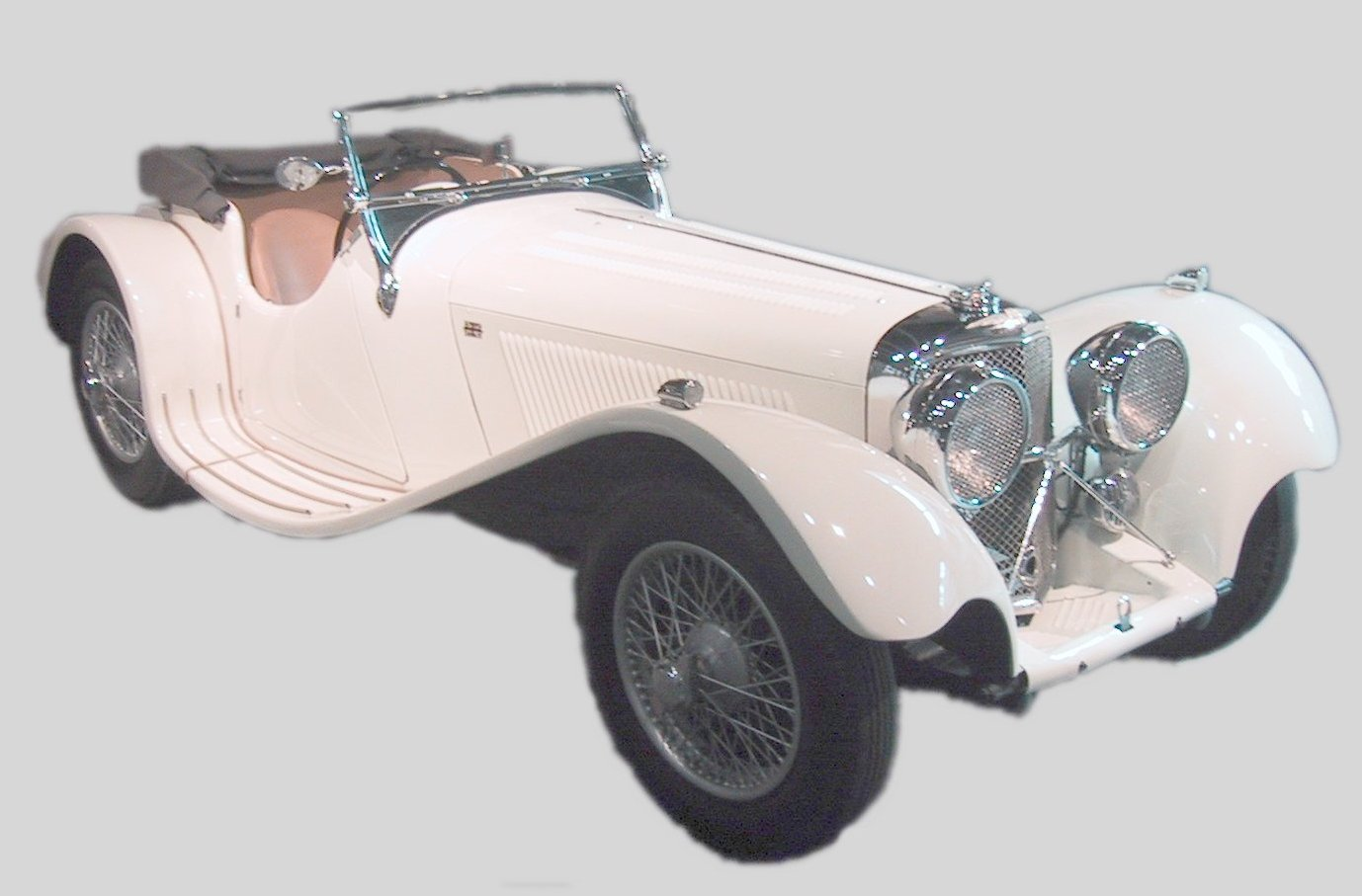
SS Jaguar 100 de 1937.

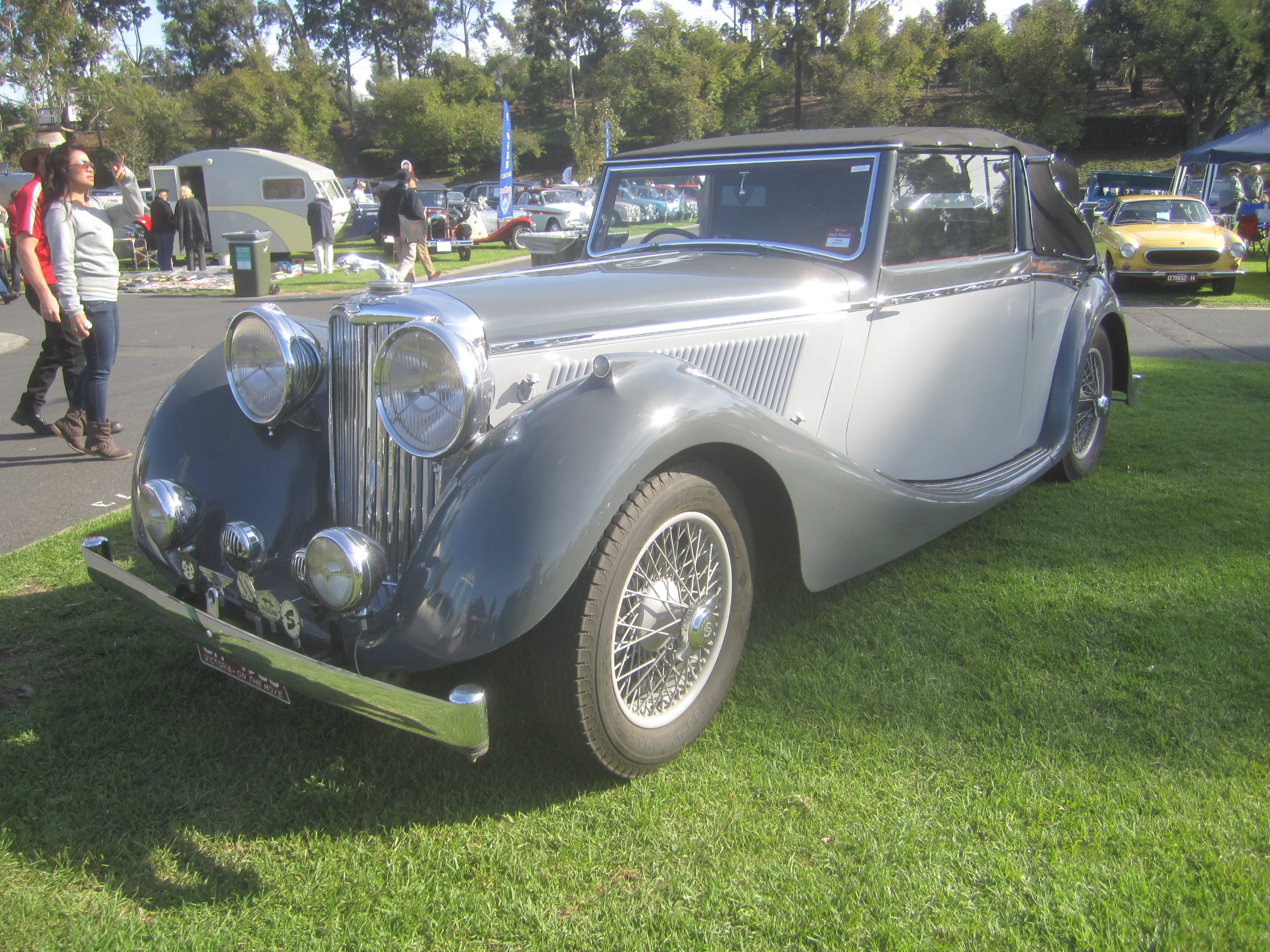
SS 3½-litros cupé de 1940.

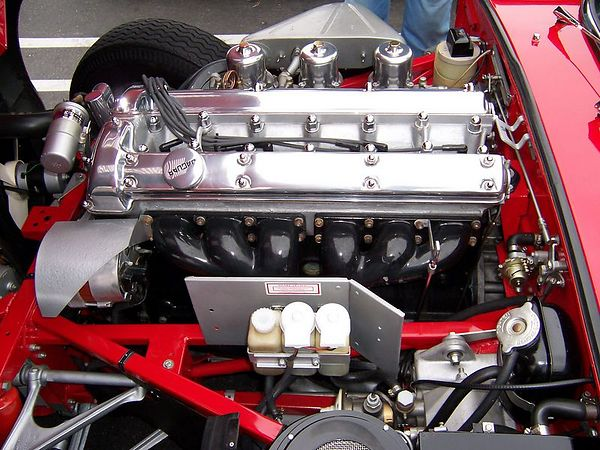
Motor XK6 en un E-Type.

La Swallow Sidecar Company fue fundada en 1922 por dos entusiastas de las motocicletas, William Lyons y William Walmsley. En 1934, Walmsley decidió vender su parte de la compañía, y para adquirir el negocio de Swallow (aunque no la titularidad de la propia empresa, que fue previamente liquidada) Lyons formó S.S. Cars Limited, captando nuevo capital mediante la emisión de acciones al público.
La denominación Jaguar se utilizó por primera vez en septiembre de 1935, siendo el nombre de un sedán con motor de 2½-litros presentado por SS. A continuación se lanzó el SS Jaguar 100, un modelo deportivo de dos plazas equivalente al sedán, pero con un motor de 3½ litros.
Poco antes del final de la Segunda Guerra Mundial, el 23 de marzo de 1945, la junta general de accionistas de S. S. Cars acordó cambiar el nombre de la compañía a Jaguar Cars Limited, para evitar la coincidencia con las siglas de las SS de la Alemania nazi. El presidente de la compañía, William Lyons, dijo: "A diferencia de S. S., el nombre de Jaguar es distintivo y no se puede conectar ni confundir con ningún nombre extranjero similar."
Aunque los cinco años de demanda acumulada causados por la guerra aseguraron muchos compradores, la producción se vio obstaculizada por la escasez de materiales, particularmente de acero, cuyo suministro a los fabricantes hasta la década de 1950 estuvo controlado por una autoridad central de planificación bajo el estricto control gubernamental. Jaguar vendió Motor Panels, una empresa de fabricación de carrocerías de acero prensado comprada a fines de la década de 1930, al fabricante de acero y componentes Rubery Owen, comprando a la Standard Motor Company dirigida entonces por John Black la planta donde se construían los motores de seis cilindros de Jaguar. En esta época dependía totalmente de proveedores externos para poder construir sus carrocerías, en particular de la entonces independiente Pressed Steel. Esta compañía fue adquirida por el grupo BMC (posteriormente convertido en BMH y más adelante denominado British Leyland), lo que a su vez propició que Jaguar también fuese comprada por el grupo en 1966.
Durante tres décadas, Jaguar se hizo cada vez más famosa al producir una serie de exitosos y llamativos automóviles deportivos, como el Jaguar XK (1948–54), el XK140 (1954–57), el XK150 (1957–61) y el Jaguar E-Type (1961–75), todos encarnando el mantra creado por Lyon de "valor por dinero". Sus coches de carreras lograron numerosos triunfos en el deporte del motor internacional, un camino seguido en la década de 1950 para demostrar la fiabilidad de la ingeniería de los productos de la compañía.
El eslogan de ventas de Jaguar durante años fue "Grace, Space, Pace" (Gracia, Espacio, Ritmo), un lema sustentado por el récord de ventas alcanzado por los sedanes MK VII, IX, Mks I y II y luego por el XJ6. Durante el tiempo que se usó este eslogan, el texto exacto fue variando ligeramente.
El núcleo del éxito de Bill Lyons después de la Segunda Guerra Mundial fue el motor Jaguar XK6, un motor de seis cilindros con doble árbol de levas en cabeza, concebido antes de la guerra y realizado mientras los ingenieros de la planta de Coventry dividían su tiempo entre la observación de los incendios y el diseño del nuevo motor. Tenía una culata hemisférica de flujo cruzado con válvulas inclinadas respecto a la vertical; originalmente a 30° en la admisión y 45° en el escape y luego se estandarizó a 45 grados para ambos.
Como el octanaje del combustible fue relativamente bajo a partir de 1948, se ofrecieron tres configuraciones de pistón: abovedado (alto octanaje), plano (octanaje medio) y deprimido (bajo octanaje).
El diseñador principal del motor, William "Bill" Heynes, asistido por Walter "Wally" Hassan, desarrolló el doble árbol de levas en cabeza del propulsor. Bill Lyons compartía las dudas de Hassan en cuanto al riesgo de elegir lo que anteriormente se consideraba un áspero motor de carreras fabricado en series cortas y que necesitaba un ajuste constante, y aplicarlo a sedanes producidos en series relativamente largas.
El motor subsiguiente (en varias versiones) se convirtió en el principal propulsor de Jaguar, utilizado en el XK 120, Mk VII Sedán, Mk I y II Sedanes y XK 140 y 150. También se empleó en el E Type, un desarrollo de los coches de carreras que ganaron distintas pruebas y que conquistaron Le Mans, los tipos C y D transformados en el modelo XKSS de corta duración (una versión del tipo D adaptada para poder conducirse legalmente fuera de los circuitos).
Pocos tipos de motores han demostrado tal ubicuidad y longevidad: Jaguar usó el Twin OHC XK Engine, como se llegó a conocer, en el sedán XJ6 desde 1969 hasta 1992, y se empleó en una variante denominada J60 en productos tan diversos como la familia de vehículos de reconocimiento sobre cadenas del Ejército Británico, así como en el Fox, el Ferret Scout Car y el camión todo terreno con tracción en las cuatro ruedas de Stonefield. Mantenido adecuadamente, el motor XK de producción estándar alcanzaba normalmente los 320.000 km de vida útil.
Dos de los momentos de mayor orgullo en la larga historia de Jaguar en el deporte del motor incluyeron ganar las 24 Horas de Le Mans, primero en 1951 y nuevamente en 1953. La victoria en Le Mans de 1955 se vio empañada por coincidir con el peor desastre de la historia del automovilismo. Más tarde, en manos del equipo de carreras escocés Ecurie Ecosse, se agregaron dos victorias más en 1956 y 1957.
A pesar de semejante orientación al rendimiento, siempre fue la intención de Lyons gestionar el negocio alrededor de la producción de sedanes deportivos con proyección internacional, con el objetivo de competir por una clientela más amplia que la vinculada al restringido mercado de automóviles deportivos puros. Jaguar aseguró la estabilidad financiera y una reputación de excelencia con una serie de lujosos sedanes de estilo elegante que incluían modelos con motores de 3 y 3½ litros, los Mark VII, VIII y IX, los Mark I y 2 compactos, y los XJ6 y XJ12. Todos se consideraron muy buenos coches, cómodos, de buen manejo, alto rendimiento y gran estilo.
Combinando las innovadoras series XK 120, XK 140 y XK 150 de automóviles deportivos con el sin par E-Type, Jaguar tuvo pocos rivales como fabricante de automóviles de prestigio. Los logros de la empresa en la posguerra son notables, considerando tanto la escasez que sufría Gran Bretaña (el Ministerio de Suministros aún asignaba materias primas) como el estado de desarrollo de la metalurgia en aquella época.[cita requerida]
En 1950, Jaguar acordó una remuneración por ceder al Ministerio de Suministros la Factoría en la Sombra 2 de Daimler situada en Browns Lane, Allesley, Coventry, que en ese momento estaba siendo utilizada por la propia Daimler Motor Company, y se trasladó a una nueva localización en Foleshill durante los doce meses siguientes. Jaguar había comprado Daimler (que no debe confundirse con Daimler Benz o con Daimler AG) a BSA en 1960. Desde finales de la década de 1960, usó la marca Daimler para sus sedanes más lujosos.

### Propietarios

#### Fin de la independencia
La Pressed Steel Company Limited fabricaba todas las carrocerías monocasco de acero para Jaguar. A mediados de 1965, la British Motor Corporation (BMC), que agrupaba a Austin y a Morris, compró la Pressed Steel. Lyons se preocupó por el futuro de Jaguar, en parte debido a la amenaza para el suministro continuo de las carrocerías monocasco, y en parte debido a su edad y falta de sucesor. Por lo tanto, aceptó la oferta de BMC de fusionarse con Jaguar para formar British Motor (Holdings) Limited. En una conferencia de prensa celebrada el 11 de julio de 1965 en el Great Eastern Hotel de Londres, Lyons y el presidente de BMC George Harriman anunciaron que "el Grupo de empresas Jaguar se iba a fusionar con The British Motor Corporation Ltd., como el primer paso hacia la creación de una sociedad anónima denominada British Motor (Holdings) Limited". A su debido tiempo, BMC cambió su nombre a British Motor Holdings a finales de 1966.
El grupo BMH fue impulsado por el gobierno para fusionarse con Leyland Motor Corporation, Standard-Triumph, y desde 1967 con Rover. El resultado fue la British Leyland, un nuevo grupo que apareció en 1968, pero la fusión de empresas no tuvo éxito. Una combinación de una mala toma de decisiones por parte de los directivos, junto con las dificultades financieras especialmente de la división formada por Austin-Morris (anteriormente BMC), llevó a que se redactara el Informe Ryder, un estudio confeccionado para el Gobierno Británico por sir Don Ryder que recomendó la nacionalización del grupo que se hizo efectiva en 1975.

#### Regreso temporal a la independencia

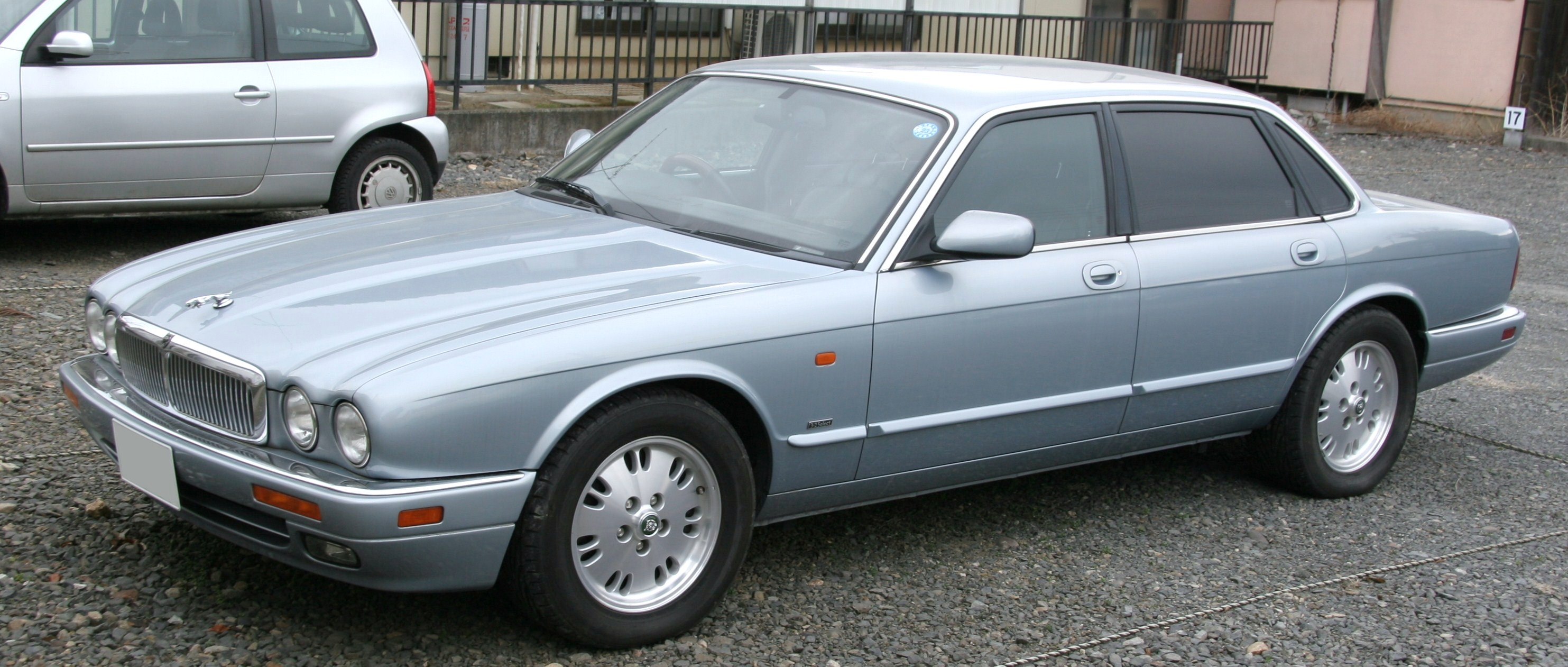
El XJ, un sedán de lujo fabricado entre 1994 y 1997.

En los años siguientes se hizo evidente que debido al poco interés demostrado por la gerencia del grupo con respecto a muchos de sus productos, no se disponía de los recursos necesarios para desarrollar y comenzar la fabricación de nuevos modelos, incluidos los de Jaguar.
En julio de 1984, Jaguar acudió al mercado de valores para volver a ser de nuevo una empresa independiente, como una de las muchas privatizaciones auspiciadas por el gobierno de Thatcher.
Instalado como presidente en 1980, a Sir John Egan se le atribuye la prosperidad sin precedentes de Jaguar inmediatamente después de la privatización. A principios de 1986, Egan informó que había abordado los principales problemas que impedían que Jaguar pudiera vender más coches: deficiente control de calidad, retrasos en los plazos de entrega y baja productividad. Despidió a cerca de un tercio de los aproximadamente 10.000 empleados de la compañía para reducir costos. Los comentaristas económicos señalaron más adelante que Egan fue capaz de rentabilizar una gama madura de modelos (en los que ya se habían amortizado todos los costes de desarrollo) a pesar de aumentar los precios. También intensificó el esfuerzo por mejorar la calidad de sus vehículos. Además, en Estados Unidos, el incremento de los precios quedó enmascarado por un tipo de cambio favorable.

#### Etapa de Ford

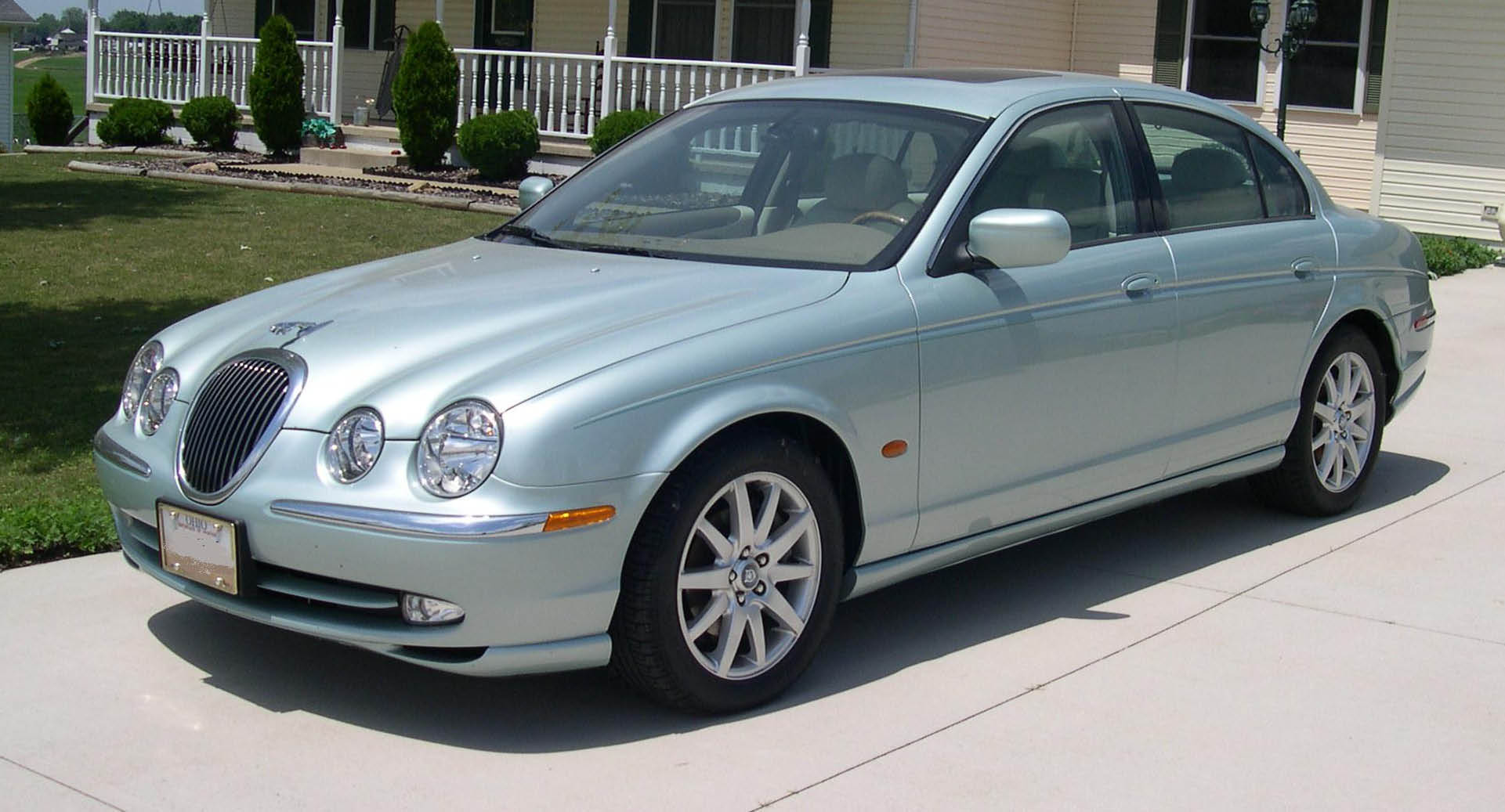
S-Type basado en la plataforma Ford DEW98.

Ford Motor Company hizo ofertas a los accionistas de Jaguar en Estados Unidos y el Reino Unido para comprar sus títulos en noviembre de 1989; Jaguar salió de la lista de empresas cotizadas de la Bolsa de Londres el 28 de febrero de 1990. En 1999 se convirtió en parte del nuevo Premier Automotive Group (PAG) de Ford junto con Aston Martin, Volvo Car Corporation y, desde 2000, Land Rover. Bajo la propiedad de Ford, Jaguar nunca obtuvo ganancias.
Bajo la propiedad de Ford, Jaguar amplió su gama de productos con el lanzamiento del S-Type en 1999 y del X-type en 2001. Después de que PAG adquiriera Land Rover en mayo de 2000, la marca se asoció estrechamente con Jaguar. En muchos países poseían una red común de ventas y distribución (incluidos los concesionarios compartidos), y algunos modelos coincidían en sus componentes, aunque la única instalación de producción compartida era Halewood Body & Assembly, que fabricó el X-Type y el Freelander, técnicamente relacionados entre sí. Operacionalmente, las dos compañías se integraron efectivamente bajo una estructura de gestión común dentro del PAG de Ford.
El 11 de junio de 2007, Ford anunció que planeaba vender Jaguar, junto con Land Rover y contrató los servicios de Goldman Sachs, Morgan Stanley y HSBC para asesorarse sobre el acuerdo. Inicialmente, se esperaba que la venta se anunciara en septiembre de 2007, pero se retrasó hasta marzo de 2008. Empresas de capital privado como Alchemy Partners del Reino Unido, TPG Capital, Ripplewood Holdings, que contrató al exejecutivo de Ford Europe, Sir Nick Scheele, para encabezar su oferta, Cerberus Capital Management y One Equity Partners (propiedad de JP Morgan Chase y administrado por el exejecutivo Jacques Nasser de los Estados Unidos, Tata Motors de la India y un consorcio formado por Mahindra & Mahindra Limited (un fabricante de automóviles de la India) y Apollo Global Management, todos expresaron inicialmente su interés en comprar las marcas de la Ford Motor Company.
Antes de que se anunciara la venta, Anthony Bamford, presidente del fabricante británico de excavadoras JCB, había expresado interés en comprar la compañía en agosto de 2006, pero se retiró al enterarse de que la venta también involucraría a Land Rover, que no deseaba comprar. En la víspera de Navidad de 2007, Mahindra & Mahindra se retiró de la carrera por ambas marcas, alegando la complejidad del trato.

#### Etapa de Tata Motors
El 1 de enero de 2008, Ford declaró formalmente que Tata era el licitador preferido. Tata Motors también recibió el respaldo del Sindicato de Trabajadores del Transporte y Generales (TGWU)-Amicus, también implantado en Ford. De acuerdo con las reglas del proceso de subasta, este anuncio no descalificaría automáticamente a ningún otro posible pretendiente. Sin embargo, Ford (y los representantes de los sindicatos) ahora podrían entrar en discusiones detalladas con Tata sobre temas que abarcarían desde cuestiones laborales (seguridad laboral y pensiones), tecnología (sistemas de tecnología de la información y producción de motores) y propiedad intelectual para fijar el precio final de la venta. Ford también abriría sus libros para una auditoría de compra más completa de Tata. El 18 de marzo de 2008, Reuters informó que los banqueros estadounidenses Citigroup y JP Morgan financiarían el acuerdo con un préstamo de 3000 millones de dólares.
El 26 de marzo de 2008, Ford anunció que había acordado vender sus operaciones en Jaguar y Land Rover a Tata Motors de la India, y que esperaban completar la venta a fines del segundo trimestre de 2008. Incluidos en el acuerdo estaban los derechos de otras tres marcas británicas, la Daimler de Jaguar y dos marcas inactivas, Lanchester y Rover. El 2 de junio de 2008, la venta a Tata se realizó a un costo de 1700 millones de libras.
El 18 de enero de 2008, Tata Motors, una parte del Grupo Tata, estableció Jaguar Land Rover Limited como una filial británica y de propiedad total. La empresa se iba a utilizar como sociedad de cartera para la adquisición de los dos negocios de Ford: Jaguar Cars Limited y Land Rover. Esa adquisición se completó el 2 de junio de 2008. El 1 de enero de 2013, el grupo, que había estado operando como dos compañías separadas (Jaguar Cars Limited y Land Rover), aunque de forma integrada, se sometió a una reestructuración fundamental. La empresa matriz pasó a llamarse Jaguar Land Rover Automotive PLC, Jaguar Cars Limited pasó a llamarse Jaguar Land Rover Limited y los activos (excluyendo ciertos intereses chinos) de Land Rover fueron transferidos a ella. La consecuencia fue que Jaguar Land Rover Limited se hizo responsable en el Reino Unido del diseño, fabricación y comercialización de los productos de Jaguar y Land Rover.
Ralf Speth ha sido el director ejecutivo hasta 2020, al ser reemplazado por Thierry Bolloré.
En noviembre de 2024, Jaguar anunció un nuevo logotipo antes de su relanzamiento en 2026 como marca exclusivamente eléctrica.

### Fábricas
La empresa Swallow Sidecar Company (SSC) tuvo su sede en Blackpool desde 1922. La compañía se mudó en 1928 a Holbrook Lane, Coventry, cuando la demanda del Austin Swallow se volvió demasiado grande para la capacidad de la fábrica. La compañía comenzó a usar el nombre de Jaguar mientras estaba en Holbrooks Lane.
En 1951, después de haber dejado atrás la fábrica original de Coventry, la empresa se mudó a Browns Lane, que había sido una "factoría en la sombra" en tiempos de guerra, administrada por Daimler. La fábrica de Browns Lane cesó las operaciones de recorte y finalización en 2005. El X350 XJ ya se había trasladado a Castle Bromwich dos años antes, con el XK y, a continuación, el S-Type. La planta de Browns Lane continuó produciendo elementos de chapa prensada durante un tiempo, y albergó el centro de la Jaguar Daimler Heritage hasta que se mudó al British Motor Museum, siendo posteriormente demolida y reconstruida.
La planta de Radford en Coventry, originalmente una fábrica de autobuses de Daimler y más tarde una fábrica de ejes y motores de Jaguar, fue cerrada por Ford en 1997, cuando trasladó toda la producción de motores de Jaguar a sus instalaciones de Bridgend.
En el año 2000, Ford entregó su planta de Halewood a Jaguar, tras suspender la producción del Ford Escort para preparar la fabricación del nuevo modelo X-Type de Jaguar. Más adelante se le unió el Land Rover Freelander 2 de segunda generación a partir de 2007. Los Jaguar dejaron de producirse en Halewood en 2009 tras la suspensión del X-Type; convirtiéndose en una planta exclusivamente de Land Rover.
Desde que Jaguar Land Rover se formó después de la fusión de Jaguar Cars con Land Rover, se han compartido varias instalaciones de JLR, la mayoría de ellas utilizadas para trabajar tanto en Jaguar como en Land Rover.

## Modelos históricos

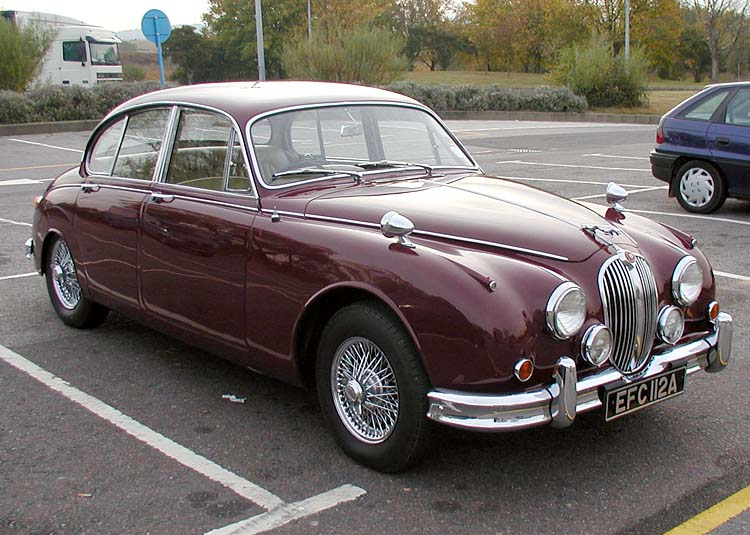
Jaguar Mark 2 de 1962.

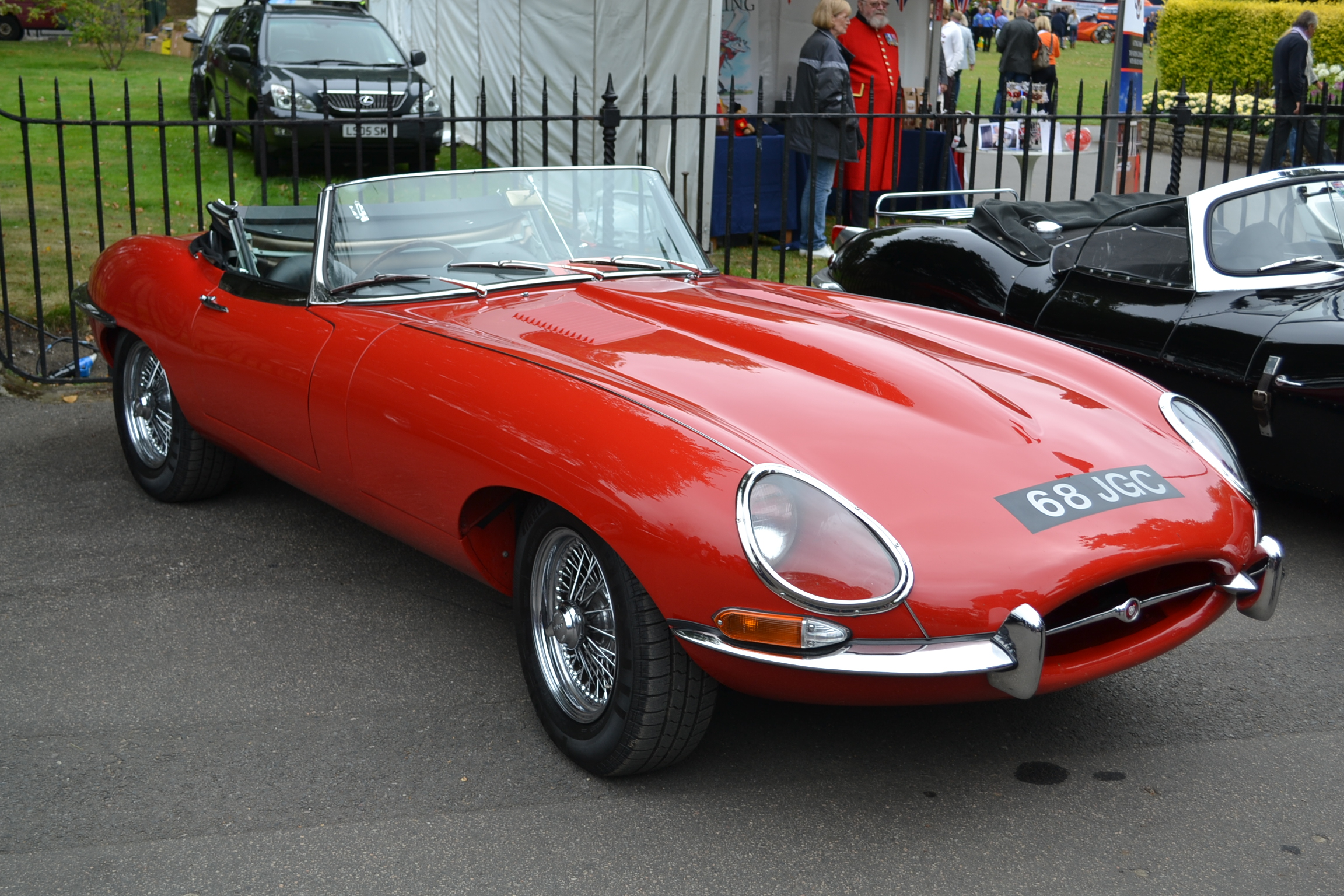
Jaguar E-Type en Chelsea Auto Legends de 2012.

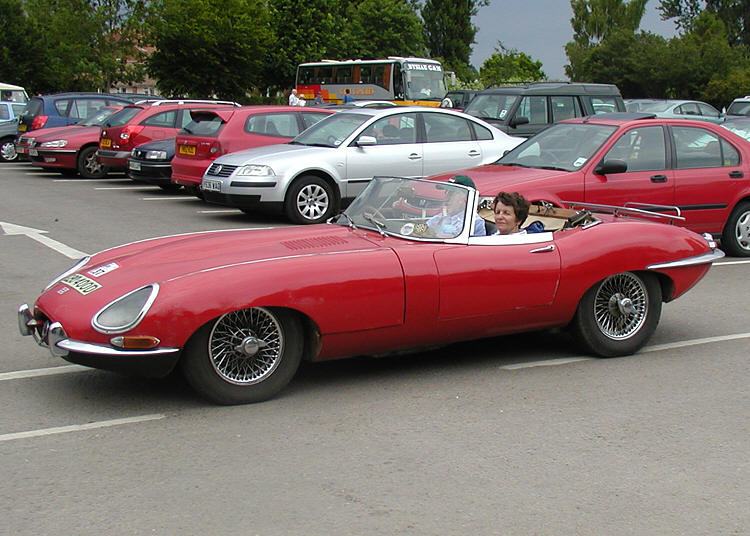
Jaguar E-Type de 1966.

Aunque el mercado post-Segunda Guerra Mundial veía las ventas del Mark IV y del Mark V como satisfactorias, su apariencia no había cambiado con respecto a los modelos de antes de la guerra.
Al introducir el gran Sedan Mark VII en 1951, un automóvil diseñado para el mercado estadounidense, Jaguar pronto se encontró abrumado con pedidos. El Mark VII y sus sucesores solo consiguieron buenas críticas de revistas como «Road & Track» y «Motor». En 1956 un Jaguar Mark VII ganó el prestigioso Rally de Montecarlo del 2003.

## Los modelos más importantes
Deportivos:
- Jaguar SS-100 (1935-1941)
- XK120 (1948-1954)
- XK140 (1954-1957)
- XK150 (1957-1960)
- Tipo-E (1961-1975)
- Jaguar XJ-S/XJS (1975-1996)
- XK (1996-presente)

Grandes turismos:
- Jaguar Mark IV (1945-1949)
- Jaguar Mark V (1949-1951)
- Jaguar Mark VII (1951-1957)
- Jaguar Mark VIII (1957-1959)
- Jaguar Mark IX (1958-1961)
- Jaguar Mark X (1961-1966)

Turismos compactos y medianos:
- Jaguar Mark I (1955-1959)
- Jaguar Mark II (1959-1966)
- Jaguar S-Type (1963–1968) y (1999-2008)
- X-Type (2001-2009)

## Motores
Jaguar ha diseñado cuatro generaciones de motores:
- Históricos:
  - XK6 - 6 cilindros en línea
  - V12
  - AJ6 - 6 cilindros en línea

- Actuales:
  - AJ-V6
  - AJ-V8

## Modelos actuales

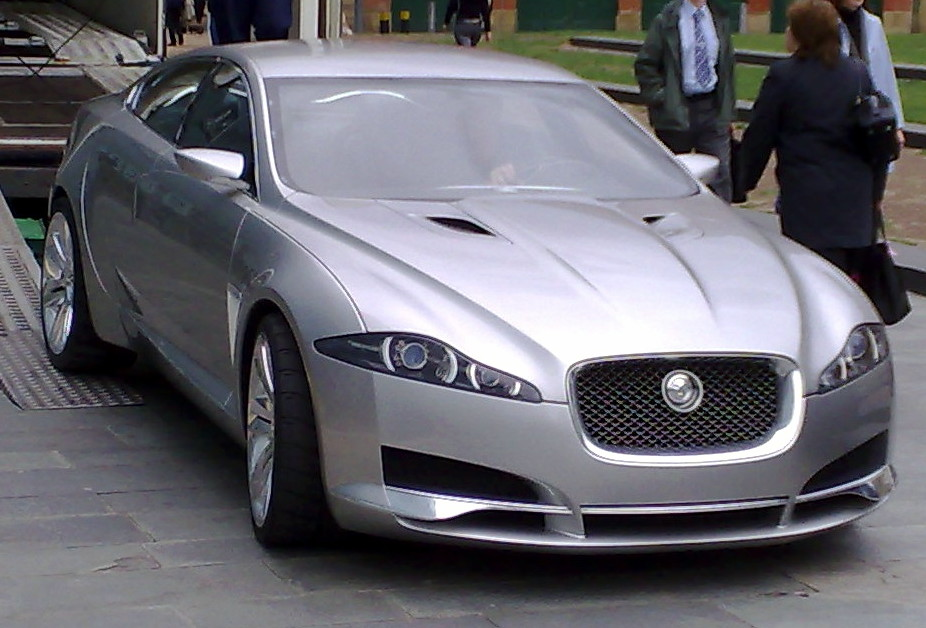
Prototipo C-XF.

- XF - Segmento E
- XJ - Segmento F
- XK - Deportivo
- R (XFR, XKR & XKR-S) - Deportivo
- F-Type - Deportivo
- XE - Deportivo
- F - Pace - Todoterreno
- E - Pace - Todoterreno

## Modelos futuros
- C-X17- SUV
- XE - deportivo[49][50][51] En enero de 2015, se anuncia el Jaguar F-Pace, un debut 2015 antes de salir a la venta en 2016. Se incorporarán muchas señales del concepto C-X17 cruzando a Jaguar.[52][53]
- I-Pace (modelo eléctrico)

## Carreras deportivas
La compañía ha tenido grandes éxitos en las disciplinas de automovilismo de gran turismos y sport prototipos, particularmente en las 24 Horas de Le Mans. Las victorias fueron en 1951 y 1953 con el C-Type, después en 1955, 1956 y 1957 con el D-Type. Se abandonó la famosa carrera por muchos años, hasta que en los mediados de los años 1980 el equipo Tom Walkinshaw Racing comenzó a diseñar y preparar los prototipos deportivos Jaguar con motores V12 para carreras europeas de deportivos. El equipo comenzó a ganar regularmente desde el 1987 y con más apoyo de la fábrica el equipo ganó las 24 Horas de Le Mans en 1988 y 1990.
- Jaguar C-Type (1951-1953)
- Jaguar D-Type (1954-1957)
- Jaguar Ligero E-Type
- XJ220 (1988)
- XJR-15 (1990)

## Jaguar F1 Team
Tras haber sido adquirida por Ford Motor Company entre 1989 y 1990, Jaguar Cars pasó a ser una marca subsidiaria del gigante automotriz estadounidense, por lo que sus derechos de producción, imagen y marca fueron propiedad de Ford, hasta su venta a Tata Motors en 2008.
Durante ese período, Ford también sostenía su presencia dentro de la Fórmula 1, participando como proveedor de motores junto a su socio Cosworth, aunque también comenzó a incursionar proveyendo sus propios impulsores denominados "Zetec". En este rubro, supo suministrar motores a escuderías como McLaren, Benetton, Tyrrell o Minardi. En este contexto y por iniciativa del ex tricampeón mundial de Fórmula 1, Jackie Stewart, se fundó en 1997 la escudería Stewart Grand Prix, la cual contó con el total apoyo de Ford. Este equipo participó en los campeonatos de Fórmula 1, logrando un palmarés de una victoria y 5 podios hasta finalizada la temporada 1999, tras la cual Ford anunció la adquisición del total del paquete accionario de la escudería.
Una vez consumada la compra de Stewart Grand Prix por parte de Ford, está última fundó sobre sus bases el equipo Jaguar F1 Team, bautizándolo con el nombre de su marca de coches de lujo Jaguar. Al igual que su predecesora, esta escudería contó con el patrocinio del gigante bancario inglés HSBC. A diferencia de otras estructuras que fueron propiedad de Jaguar Cars, si bien este equipo utilizaba el nombre y la imagen de la marca inglesa, era 100% propiedad de Ford Motor Company. De esta manera, Ford ponía por primera vez en la historia de la Fórmula 1, un equipo 100% propio, a la vez de propiciar el ingreso de la marca Jaguar a la Fórmula 1, la cual traía historia dentro del automovilismo mundial, pero en competencias de resistencia y de coches grand sport.
El equipo se mantuvo activo entre los años 2000 y 2005, período durante el cual no obtuvo victoria alguna y tampoco alcanzó a subir a un podio. Tras este período, Ford terminó vendiendo el equipo a la empresa de bebidas energéticas Red Bull, sobre cuya base se creó la escudería Red Bull Racing.

## XJ220, el más rápido del mundo
El Jaguar XJ220 es un automóvil superdeportivo producido por el fabricante Jaguar en colaboración con Tom Walkinshaw, que compitió por la escudería inglesa Jaguar entre 1992 y 1994.
Hasta la llegada del McLaren F1 en 1994, que alcanzaba los 386,7 km/h, tenía el récord mundial de velocidad establecido en 350 km/h. Su motor de gasolina es un V6 de 3.6 L de cilindrada con turbocompresor y 542 CV de potencia máxima.
En 1984, uno de los ingenieros del departamento de diseño y desarrollo de Jaguar pensó en un vehículo que pudiera rivalizar con la nueva y última creación de la época: el Porsche 959.
La idea original contaba con una transmisión total permanente, 4 ruedas directrices, suspensión inteligente y un motor V12 de más de 500 cv. La línea exterior tiene 1,12 m de altura, 4,93 m de largo y 2 m de ancho.
Tras algunos problemas económicos, Ford tomó el control en 1988, y para abaratar el coste del proyecto, realizó unas modificaciones que eliminaron la tracción integral, las 4 ruedas directrices, la suspensión activa y se sustituyó el V12 por el V6 biturbo derivado de la competición.

## En la cultura popular

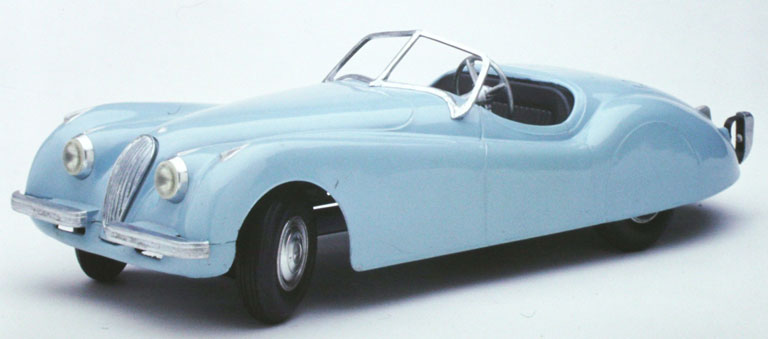
Un juguete de autos deportivos Jaguar de 1955, en la colección permanente del Museo de los Niños de Indianápolis.

- El personaje Arthur Dailey de la serie televisiva británica Minder generalmente se veía manejando un Jaguar XJ6.
- El Inspector Morse, en la serie televisiva británica del mismo nombre, manejaba un Jaguar Mark 2.
- El personaje Harold, de Harold and Maude, tenía un coche fúnebre Jaguar E-Type.
- El personaje protagonista de The Odessa File, de Frederick Forsyth, conducía un Jaguar deportivo.
- En la película Austin Powers: The Spy Who Shagged Me, el protagonista aparece a bordo de un Jaguar E-Type, pero en el logo de la marca del coche se puede leer Shaguar en vez de Jaguar.
- El personaje Leonard Shelby en la película Memento, llamada Amnesia en Hispanoamérica, maneja un Jaguar.
- En la serie Hemlock Grove, Norman Godfrey conduce un Jaguar XK150.
- En la serie Desperate Housewives, Carlos Solís (Ricardo Antonio Chavira) y Gabrielle Solís (Eva Longoria) poseen un Jaguar S-Type R color Plata, y al final de la serie Bree Van de Kamp (Marcia Cross) y su nuevo esposo poseen un Jaguar XF color Azul Osmio.
- Edward Woodward en la serie de los 80 "El Ecualizador" conducía un Jaguar.
- En la serie Dos hombres y medio, Charlie Harper (interpretado por Charlie Sheen) tiene un Jaguar.
- En la serie Mad Men, Donald Draper conduce un Jaguar. Temporada 5 Episodio 10.[cita requerida]
- Un prototipo C-X75 híbrido eléctrico modificado, aparece en la película Spectre durante una persecución, con Dave Bautista a bordo.[54][55]

## Línea temporal
| 1885                  | 1896                  | 1901                  | 1904                  | 1905                  | 1910                  | 1913                  | 1922                  | 1930                  | 1951                  | 1952                      | 1961                      | 1962                      | 1965                      | 1966                      | 1967                      | 1968                              | 1981                              | 1982               | 1985               | 1986             | 1987             | 1993             | 1999                            | 2000                            | 2005                                  | 2006                                  | 2010                                  | 2011                                  | Presente                              |
| --------------------- | --------------------- | --------------------- | --------------------- | --------------------- | --------------------- | --------------------- | --------------------- | --------------------- | --------------------- | ------------------------- | ------------------------- | ------------------------- | ------------------------- | ------------------------- | ------------------------- | --------------------------------- | --------------------------------- | ------------------ | ------------------ | ---------------- | ---------------- | ---------------- | ------------------------------- | ------------------------------- | ------------------------------------- | ------------------------------------- | ------------------------------------- | ------------------------------------- | ------------------------------------- |
| Triumph Motor Company | Triumph Motor Company | Triumph Motor Company | Triumph Motor Company | Triumph Motor Company | Triumph Motor Company | Triumph Motor Company | Triumph Motor Company | Triumph Motor Company | Triumph Motor Company | Triumph Motor Company     | Triumph Motor Company     | Leyland Motor Corporation | Leyland Motor Corporation | Leyland Motor Corporation | Leyland Motor Corporation | British Leyland Motor Corporation | British Leyland Motor Corporation | Austin Rover Group | Austin Rover Group | Rover Group plc  | Leyland DAF      | Leyland DAF      | LDV Group (Paccar)              | LDV Group (Paccar)              | Roewe - MG Motor - Maxus (SAIC Motor) | Roewe - MG Motor - Maxus (SAIC Motor) | Roewe - MG Motor - Maxus (SAIC Motor) | Roewe - MG Motor - Maxus (SAIC Motor) | Roewe - MG Motor - Maxus (SAIC Motor) |
|                       | Leyland Motor Ltd.    | Leyland Motor Ltd.    | Leyland Motor Ltd.    | Leyland Motor Ltd.    | Leyland Motor Ltd.    | Leyland Motor Ltd.    | Leyland Motor Ltd.    | Leyland Motor Ltd.    | Leyland Motor Ltd.    | Leyland Motor Ltd.        | Leyland Motor Ltd.        | Leyland Motor Corporation | Leyland Motor Corporation | Leyland Motor Corporation | Leyland Motor Corporation | British Leyland Motor Corporation | British Leyland Motor Corporation | Austin Rover Group | Austin Rover Group | Rover Group plc  | Rover Group plc  | Rover Group plc  | MG Rover Group                  | MG Rover Group                  | Roewe - MG Motor - Maxus (SAIC Motor) | Roewe - MG Motor - Maxus (SAIC Motor) | Roewe - MG Motor - Maxus (SAIC Motor) | Roewe - MG Motor - Maxus (SAIC Motor) | Roewe - MG Motor - Maxus (SAIC Motor) |
|                       |                       | Rover Company         |                       |                       |                       |                       |                       |                       |                       |                           |                           | Leyland Motor Corporation | Leyland Motor Corporation | Leyland Motor Corporation | Leyland Motor Corporation | British Leyland Motor Corporation | British Leyland Motor Corporation | Austin Rover Group | Austin Rover Group | Rover Group plc  | Rover Group plc  | Rover Group plc  | MG Rover Group                  | MG Rover Group                  | Roewe - MG Motor - Maxus (SAIC Motor) | Roewe - MG Motor - Maxus (SAIC Motor) | Roewe - MG Motor - Maxus (SAIC Motor) | Roewe - MG Motor - Maxus (SAIC Motor) | Roewe - MG Motor - Maxus (SAIC Motor) |
|                       | Riley Motors          | Riley Motors          | Riley Motors          | Riley Motors          | Riley Motors          | Riley Motors          | Riley Motors          | Riley Motors          | Riley Motors          | British Motor Corporation | British Motor Corporation | British Motor Corporation | British Motor Corporation | British Motor Holdings    | British Motor Holdings    | British Leyland Motor Corporation | British Leyland Motor Corporation | Austin Rover Group | Austin Rover Group | Rover Group plc  | Rover Group plc  | Rover Group plc  | MG Rover Group                  | MG Rover Group                  | Roewe - MG Motor - Maxus (SAIC Motor) | Roewe - MG Motor - Maxus (SAIC Motor) | Roewe - MG Motor - Maxus (SAIC Motor) | Roewe - MG Motor - Maxus (SAIC Motor) | Roewe - MG Motor - Maxus (SAIC Motor) |
|                       |                       | Wolseley Motors       |                       |                       |                       |                       |                       |                       |                       | British Motor Corporation | British Motor Corporation | British Motor Corporation | British Motor Corporation | British Motor Holdings    | British Motor Holdings    | British Leyland Motor Corporation | British Leyland Motor Corporation | Austin Rover Group | Austin Rover Group | Rover Group plc  | Rover Group plc  | Rover Group plc  | MG Rover Group                  | MG Rover Group                  | Roewe - MG Motor - Maxus (SAIC Motor) | Roewe - MG Motor - Maxus (SAIC Motor) | Roewe - MG Motor - Maxus (SAIC Motor) | Roewe - MG Motor - Maxus (SAIC Motor) | Roewe - MG Motor - Maxus (SAIC Motor) |
|                       |                       |                       | Austin Motor Company  |                       |                       |                       |                       |                       |                       | British Motor Corporation | British Motor Corporation | British Motor Corporation | British Motor Corporation | British Motor Holdings    | British Motor Holdings    | British Leyland Motor Corporation | British Leyland Motor Corporation | Austin Rover Group | Austin Rover Group | Rover Group plc  | Rover Group plc  | Rover Group plc  | MG Rover Group                  | MG Rover Group                  | Roewe - MG Motor - Maxus (SAIC Motor) | Roewe - MG Motor - Maxus (SAIC Motor) | Roewe - MG Motor - Maxus (SAIC Motor) | Roewe - MG Motor - Maxus (SAIC Motor) | Roewe - MG Motor - Maxus (SAIC Motor) |
|                       |                       |                       |                       | Morris Motors         | Morris Motors         | Morris Motors         | Morris Motors         | Morris Motors         | Morris Motors         | British Motor Corporation | British Motor Corporation | British Motor Corporation | British Motor Corporation | British Motor Holdings    | British Motor Holdings    | British Leyland Motor Corporation | British Leyland Motor Corporation | Austin Rover Group | Austin Rover Group | Rover Group plc  | Rover Group plc  | Rover Group plc  | MINI (BMW)                      | MINI (BMW)                      | MINI (BMW)                            | MINI (BMW)                            | MINI (BMW)                            | MINI (BMW)                            | MINI (BMW)                            |
|                       |                       |                       |                       |                       |                       |                       |                       | MG Cars               | MG Cars               | British Motor Corporation | British Motor Corporation | British Motor Corporation | British Motor Corporation | British Motor Holdings    | British Motor Holdings    | British Leyland Motor Corporation | British Leyland Motor Corporation | Austin Rover Group | Austin Rover Group | Rover Group plc  | Rover Group plc  | Rover Group plc  | Premier Automotive Group (Ford) | Premier Automotive Group (Ford) | Premier Automotive Group (Ford)       | Premier Automotive Group (Ford)       | Jaguar Land Rover (Tata Motors)       | Jaguar Land Rover (Tata Motors)       | Jaguar Land Rover (Tata Motors)       |
|                       |                       |                       |                       |                       | Jaguar Cars Ltd.      | Jaguar Cars Ltd.      | Jaguar Cars Ltd.      | Jaguar Cars Ltd.      | Jaguar Cars Ltd.      | Jaguar Cars Ltd.          | Jaguar Cars Ltd.          | Jaguar Cars Ltd.          | Jaguar Cars Ltd.          | British Motor Holdings    | British Motor Holdings    | British Leyland Motor Corporation | British Leyland Motor Corporation | Jaguar Cars Ltd.   | Jaguar Cars Ltd.   | Jaguar Cars Ltd. | Jaguar Cars Ltd. | Jaguar Cars Ltd. | Premier Automotive Group (Ford) | Premier Automotive Group (Ford) | Premier Automotive Group (Ford)       | Premier Automotive Group (Ford)       | Jaguar Land Rover (Tata Motors)       | Jaguar Land Rover (Tata Motors)       | Jaguar Land Rover (Tata Motors)       |
|                       |                       |                       |                       |                       | Aston Martin          | Aston Martin          | Aston Martin          | Aston Martin          | Aston Martin          | Aston Martin              | Aston Martin              | Aston Martin              | Aston Martin              | Aston Martin              | Aston Martin              | Aston Martin                      | Aston Martin                      | Aston Martin       | Aston Martin       | Aston Martin     | Aston Martin     | Aston Martin     | Premier Automotive Group (Ford) | Premier Automotive Group (Ford) | Premier Automotive Group (Ford)       | Premier Automotive Group (Ford)       | Aston Martin plc                      | Aston Martin plc                      | Aston Martin plc                      |